# Congestieheffing van Londen

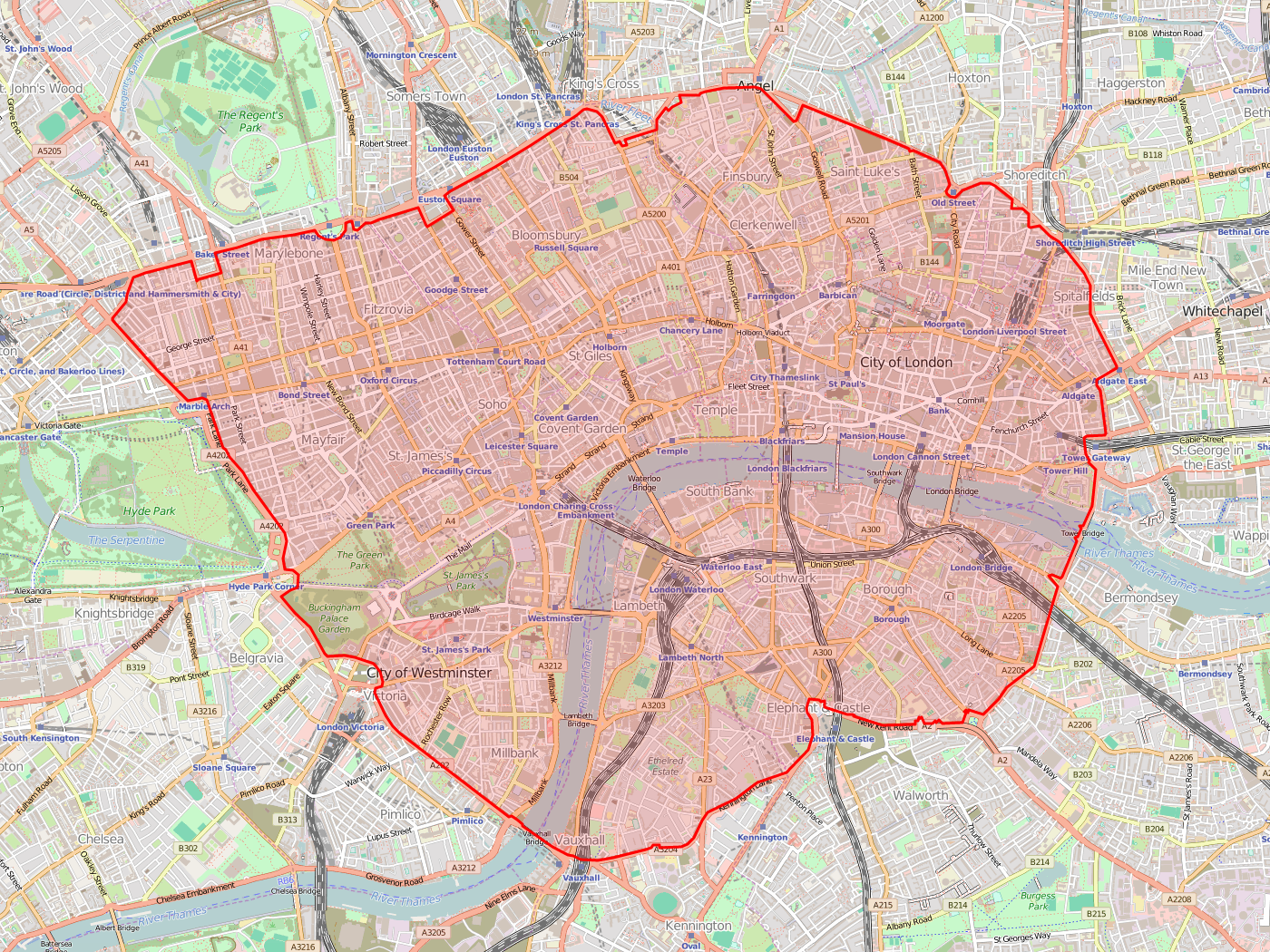
Huidig gebied van de congestion charge zone (vanaf 2011)

De congestieheffing van Londen of Londense stadstol, in het Engels congestion charge, is het systeem in het centrum van de Britse hoofdstad Londen waar sinds 17 februari 2003 tol wordt geheven. Het gebied waarbinnen de heffing geldt, wordt aangeduid als de congestion charge zone.
Het systeem wordt beheerd door London Streets, een dienst van Transport for London. Dit stedelijk tolsysteem is het omvangrijkste in de wereld. Doel is het terugdringen van het privégebruik van personenauto's en het stimuleren van (en investeren in) openbaar vervoer.

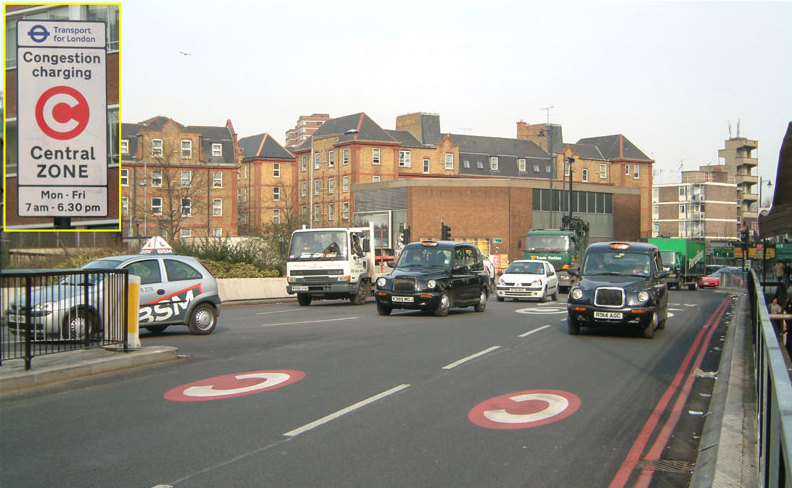
C-markeringen op de weg

Een betaling van £15 (vanaf juni 2020) is vereist voor elke dag dat men met een betalingsplichtig voertuig het gebied tussen 7 uur 's ochtends en 6 uur 's avonds inrijdt. Vanaf januari 2011 was dit bedrag £10, vanaf juni 2014 £11,50. Voor het niet betalen van de "congestion charge" worden boetes van £65 tot £195 gegeven. 
Op 19 februari 2007 werd het gebied uitgebreid met een deel van West Londen, wat op 4 januari 2011 werd teruggedraaid.